# 록맨 월드 3
《록맨 월드 3》(ロックマンワールド3)는 캡콤이 게임보이로 발매한 액션 플랫폼 게임이다. 게임보이로 발매된 록맨 시리즈의 세번째 작품으로, 패미컴으로 발매된 록맨 4와 록맨 5의 구성요소를 따왔다. 1992년 12월 11일 일본에서 처음 발매됐고, 북미와 유럽 지역에선 《메가맨 III》(Mega Man III)라는 제목으로 출시됐다.
록맨 월드 3에서는 지구의 핵으로부터 채취한 에너지를 이용해 세계정복을 노리는 Dr. 와일리와 그를 저지하려는 록맨과의 혈투를 다루며, 새로운 록맨 킬러 '펑크 (Punk)'를 등장시켰다.

## 평가
| 평가                                                                   |          |
| ---------------------------------------------------------------------- | -------- |
| 평론 점수 평론사 점수 올게임 [ 5 ] EGM 8 / 10 [ 6 ] ONM 7.2 / 10 [ 7 ] |          |
| 평론 점수                                                              |          |
| 평론사                                                                 | 점수     |
| 올게임                                                                 | [ 5 ]    |
| EGM                                                                    | 8 / 10   |
| ONM                                                                    | 7.2 / 10 |